# Salix permollis
Salix permollis — вид квіткових рослин із родини вербових (Salicaceae).

## Морфологічна характеристика
Це дерево. Гілки сірувато-зелені; гілочки коричневі, в молодості сіро запушені. Листки супротивні, рідше супротивні; листкова ніжка ≈ 1.3 мм, повстяна; листкова пластинка ланцетної чи еліптично-ланцетної форми, 1.8–4.5 × 0.7–1.5 см, абаксіально (низ) білувата, запушена, адаксіально тьмяно-зелена, з білими ниткоподібними волосками, край рідко широко-клиноподібний, віддалено зубчастий, верхівка коротко загострена. Жіноча сережка 35–45 × ≈ 7 мм у молодих плодах, сидяча. Коробочка яйцювато-довгаста, запушена.

## Середовище проживання
Південне Шеньсі. Населяє гірські схили; на висотах 1000–1300 метрів.